# Тарашаны
Тараша́ны (укр. Тарашани) — село в Черновицком районе Черновицкой области Украины. Административный центр Тарашанской сельской общины.
До 2020 года входило в Глыбокский район
Население по переписи 2001 года составляло 987 человек. Почтовый индекс — 60430. Телефонный код — 3734. Код КОАТУУ — 7321086701.